# Musée McCord Stewart
Pour les articles homonymes, voir McCord.
Le Musée McCord Stewart (en anglais, McCord Stewart Museum) est un musée situé à Montréal au Québec, Canada. Le musée est le gardien d’un remarquable patrimoine : il possède diverses collections – Archives, Art documentaire, Costume, mode et textiles, Cultures autochtones, Culture matérielle et Photographie – riches de 2,5 millions d’images, d’objets, de documents et d’œuvres d’art.
Le Musée McCord (nom qu'il a porté jusqu'au 31 août 2022) a été fondé par David Ross McCord en 1921, grâce au don de sa collection d'objets liés à l'histoire canadienne, et a eu comme première demeure un édifice appartenant à l'Université McGill. Il a déménagé vers son site actuel sur la rue Sherbrooke au centre-ville de Montréal en 1971. Après avoir été géré par l'université pendant plus de soixante ans, il est devenu autonome en 1988. Il a alors fait l'objet d'importants travaux d'agrandissement et a rouvert en 1992.
Sa collection diversifiée comprend des objets ethnologiques et archéologiques, en particulier des objets d'origine amérindienne. Elle comprend aussi une importante quantité de costumes et de textiles, ainsi qu'une section dévolue à la peinture, aux dessins et aux estampes. On y retrouve aussi une collection d'objets d'art décoratifs. Cependant, l'élément le plus important de la collection du musée est le fonds d'archives photographiques Notman, dont les photos datent principalement de 1840 à 1935. En mars 2023, Anne Eschapasse est nommée présidente et cheffe de la direction du Musée.

## Mission
Le musée divise sa mission en trois axes ou objectifs spécifiques. Le premier objectif est relié à la fonction du musée comme gardien du patrimoine et à cette fin, il se définit comme un « musée de recherche à vocation éducative qui se consacre à la préservation, à l'étude, à la diffusion et à la mise en valeur de l'histoire du Canada ».
Le deuxième objectif du musée est d'établir un dialogue entre les générations, les différentes communautés et cultures, dans la perspective d'une meilleure compréhension de l'autre et de l'implication citoyenne.
Finalement, le musée se veut un lieu « ouvert sur l'avenir, incitant à la réflexion, abordant les enjeux de son époque qui touchent les Canadiens de tous les milieux et qui s'engage auprès des communautés à l'échelle locale, nationale et internationale ».

## Historique

### Les débuts

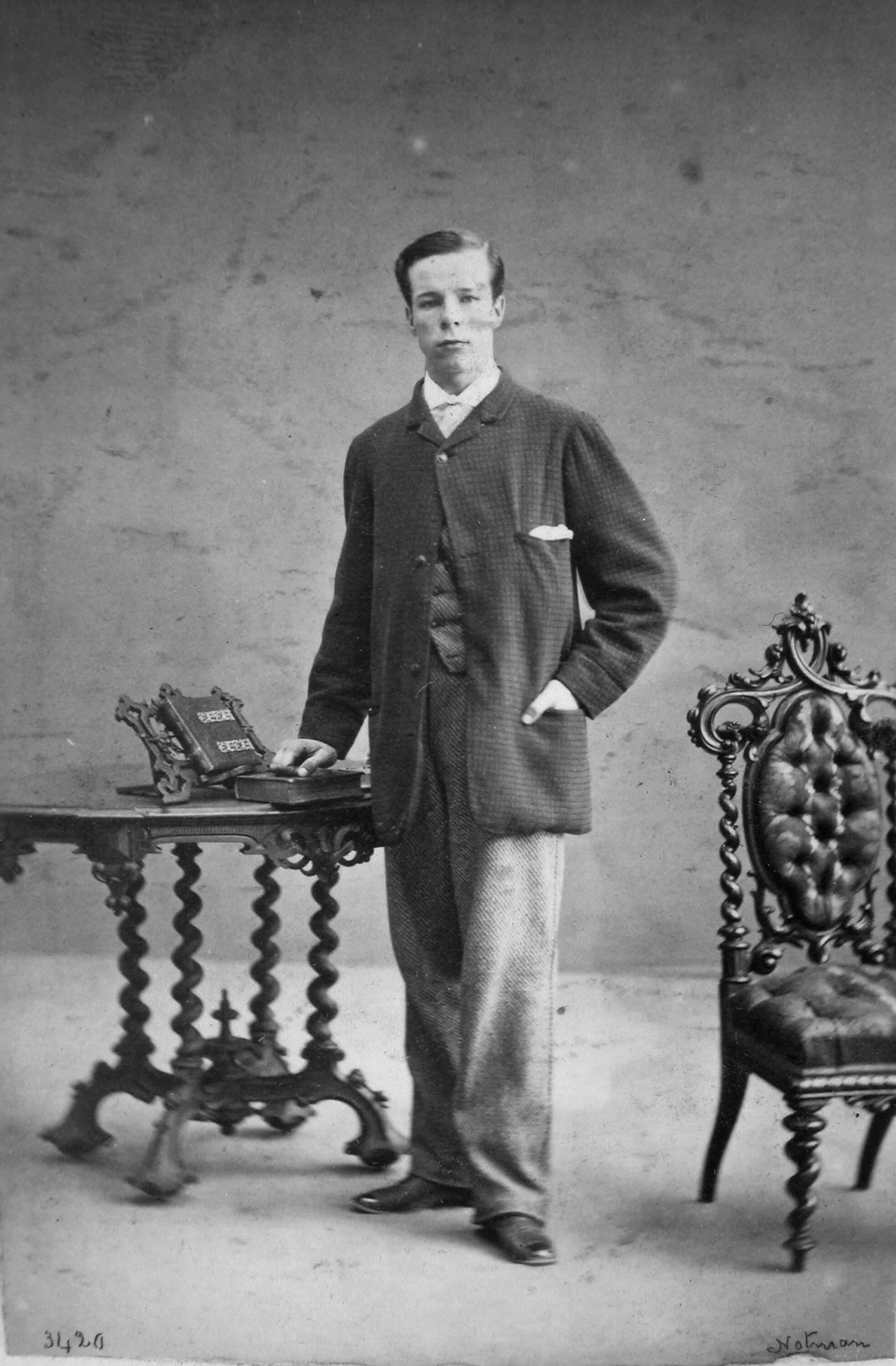
David Ross McCord en 1862

Le musée, fondé par David Ross McCord, ouvre ses portes le 13 octobre 1921, sous le nom de McCord National Museum, dans la maison Jesse Joseph, édifice que l'Université McGill avait mis à sa disposition. La collection familiale des McCord constitue alors la base de la collection du musée. Depuis 1878, David Ross McCord travaillait à ajouter à la collection d'objets que sa famille avait bâtie depuis son arrivée au Canada. Au fil des années, il pensait à un projet singulier : celui de fonder un musée d'histoire canadienne à Montréal, alors métropole du Canada.
Fermé au public en 1936, le musée ouvre à nouveau ses portes au public en 1971 et loge désormais dans l'ancien centre universitaire des étudiants de l'Université McGill, édifice nouvellement rénové, dessiné dans le style Arts and Crafts par l'architecte Percy Erskine Nobbs en 1906. Pendant plus de 60 ans, soit jusqu'à ce que le Musée McCord devienne un musée privé à l'automne 1988, l'Université McGill en a assuré la gestion. La gestion du musée est désormais assurée par la société du musée. En vertu d'un accord de garde de 1987, l'université McGill reste propriétaire des objets, mais le musée en est responsable et en assure la conservation et leur entreposage, et l'université loue à la société du musée le bâtiment du 690 Sherbrooke Ouest.

### Rénovation de 1990-1992

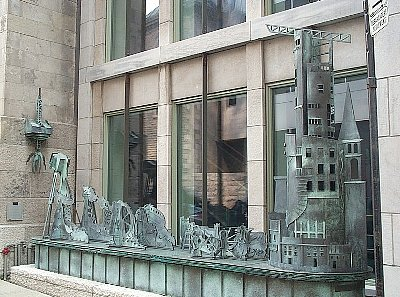
Sculpture Totem urbain / histoire en dentelle de Pierre Granche.

Des membres éminents de la communauté, parmi lesquels les familles de Walter M. Stewart, Thomas H.P. Molson et John W. McConnell, soutinrent les activités du Musée avec constance. Leur générosité ainsi que l'appui des gouvernements ont permis les rénovations et l'agrandissement majeur de l'édifice Nobbs à la fin des années 1980. Ainsi, grâce à un don de la Fondation J.W McConnell le musée bâtit une nouvelle aire d'exposition et un espace d'entreposage à température contrôlée. Après plusieurs années de travaux, le musée est rouvert en 1992.
L'agrandissement de la section sud fait tripler la superficie de plancher. Les matériaux utilisés furent les mêmes que ceux de l'ancienne bâtisse, dont entre autres le calcaire. La différenciation du vieux au nouveau bâtiment est exprimée par un passage vitré et un puits de lumière, et ce, afin de montrer l'ancien et le moderne dans un ensemble. De plus, l'ardoise choisie ajoute au cachet architectural.
Une sculpture de l'artiste montréalais Pierre Granche est installée dans une niche formée par la jonction de l'ancien édifice et de la nouvelle extension, au pied du passage vitré, sur le trottoir de la rue Victoria. L'œuvre d’art publique intitulée Totem urbain / histoire en dentelle est une représentation allégorique de l'histoire de Montréal.

### Un musée en mutation
Le Musée a tout d'abord fusionné en 2013 avec le Musée Stewart, situé sur l'île Sainte-Hélène.
Par la suite, le 23 janvier 2018, le Musée McCord et le Musée de la mode annoncent leur fusion.
Partageant une mission commune de préservation et de mise en valeur du costume, de la mode et des textiles québécois et canadiens, les deux institutions ont décidé de s’unir pour se donner les moyens de leurs ambitions muséales.

## Collections
Lors de sa fondation par David Ross McCord en 1921, les collections du musée étaient essentiellement constituées de la collection d'objets appartenant à la famille McCord. Depuis lors, le fonds du musée s'est considérablement enrichi.

### Cultures autochtones
La collection Cultures autochtones du Musée McCord Stewart compte 16 000 objets qui permettent de documenter les modes de vie, les arts, les cultures et les traditions des peuples autochtones au Québec. La collection contient également des objets provenant de communautés établies en Alaska et au Nord des États-Unis.
On y trouve ainsi plus de 7 300 objets autochtones de nature historique, datant des années 1800 à 1945 (vêtements, accessoires, coiffures, outils domestiques, paniers, armes de chasse, etc.) et plus de 8 500 objets archéologiques datant d'il y a environ 10 000 ans jusqu'au XVIe siècle (outils de pierre, fragments de poterie).

### Costume, mode et textiles
La collection Costume, Mode et textiles du musée McCord Stewart, constituée à partir de 1957, compte environ 27 000 vêtements et accessoires. Elle est composée de robes, parasols, chapeaux, éventails et chaussures pour femmes dont plusieurs sont signés par les plus grands designers montréalais du XXe siècle. Quant à la collection masculine, elle comprend des costumes, manteaux et accessoires. Mentionnons également un nombre important de marquoirs (œuvres brodées), courtepointes, et autres textiles, dont la plus ancienne courtepointe connue à ce jour en Amérique du Nord (1726),.

### Photographie
La collection Photographie du musée McCord Stewart compte plus de 2,15 millions de photographies canadiennes d’époque regroupant négatifs et tirages, stéréographies, photographies peintes et photographies composites, daguerréotypes et autres procédés anciens; albums de famille, photographies vernaculaires, séries documentaires, portfolios d’artistes, équipement photographique et appareils photo datant de 1840 à nos jours.

### Elle inclut les Archives photographiques Notman
La collection du musée McCord Stewart compte plus de 400 000 photographies ainsi que divers appareils et accessoires photographiques anciens. Elle documente par l'image l'histoire de Montréal, du Québec et du Canada (paysages, personnalités, familles, lieux, événements, etc.).
Les Archives photographiques Notman sont l'un des bijoux de la collection du musée. Elles contiennent notamment le fonds du Studio William Notman constitué de plus de 400 000 photographies (dont 200 000 négatifs sur verre) prises en grande partie à Montréal entre 1840 et 1935.
En plus de ces photographies prises par le studio Notman au cours de ses 78 ans d'existence, la collection comporte environ 700 000 clichés  prises par d'autres photographes (du XIXe siècle à nos jours), tels Alexander Henderson, Edith Watson et John Taylor.

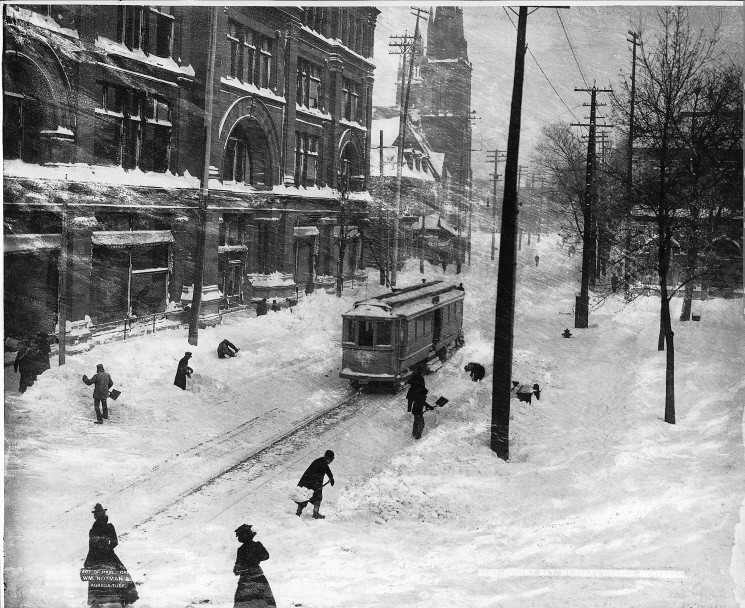
Photographie prise par le studio Notman : Journée de tempête, rue Sainte-Catherine, Montréal, QC, 1901.
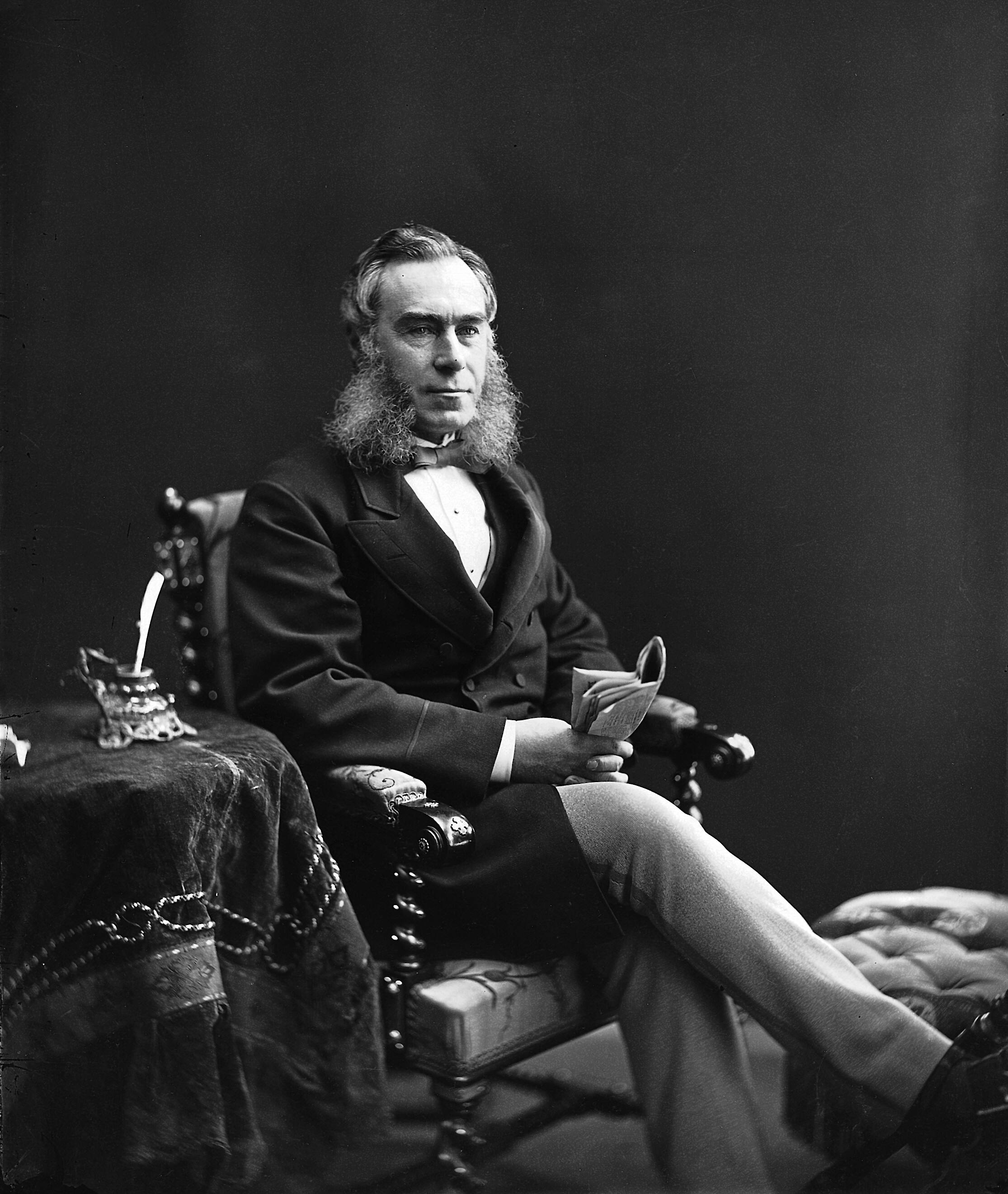
Photographie de William Notman : Peter Redpath, Montréal, QC, 1871.
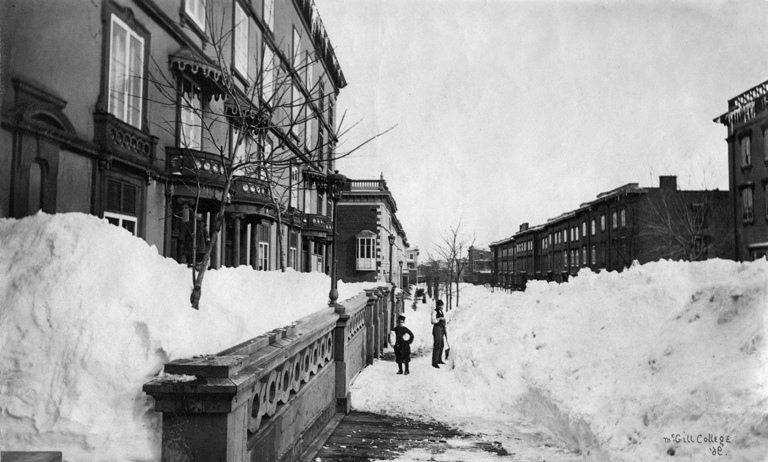
Photographie de Alexander Henderson : L'avenue McGill College en direction sud depuis la rue Sherbrooke, Montréal, QC, 1869.

### Art documentaire
La collection Art Documentaire du musée comptent 92 000 références iconographiques et permettent d'illustrer les personnalités, les lieux et les événements reliés à l’histoire de Montréal, du Québec et du Canada, du XVIIIe au XXIe siècle.
Elles regroupent peintures (huiles, acryliques et aquarelles, surtout du XIXe siècle), miniatures, silhouettes, estampes (cartes, plans, portraits, surtout de 1751 à 1900) et caricatures du Canada des XIXe, XXe et XXIe siècles (John Collins, Serge Chapleau et Terry Mosheralias Aislin).

### Culture matérielle
La collection Culture matérielle du musée est constituée de 62 000 objets qui documentent l'environnement matériel dans lequel ont vécu et travaillé les Montréalais, les Québécois et les Canadiens au cours des siècles passés.
On y trouve entre autres meubles, verrerie, céramique, ferronnerie, sculptures, matériel de chasse, équipements sportifs, pièces d'art populaire et une importante collection de jouets datant du XIXe siècle.

### Archives
Les archives du musée comptent plus de 340 mètres linéaires de documents regroupant manuscrits, correspondance, journaux personnels et autres documents témoignant de l’histoire du Canada du XVIIIe siècle à nos jours.
Les documents proviennent de familles (familles Dessaulles, McCord, Armstrong-Deligny-Philips, Bacon), d'individus connus (George-Étienne Cartier, Maurice-Régis Blondeau, Hélène Baillargeon), de compagnies ou associations (Women's Art Society of Montreal, Victoria Rifles of Canada, Gibb & Co. et Protection des oiseaux du Québec), de collections (Nouvelle-France, Empire britannique, programmes de concerts et de théâtre, Valentins).